# Bertiera lanx
Bertiera lanx är en måreväxtart som beskrevs av Nicolas Hallé. Bertiera lanx ingår i släktet Bertiera och familjen måreväxter.
Artens utbredningsområde är Gabon. Inga underarter finns listade i Catalogue of Life.